# Klartext (Kryptographie)
Als Klartext (englisch plaintext) wird in der Kryptographie der offene Wortlaut eines Textes, also eine unverschlüsselte, somit „klar lesbare“ Nachricht bezeichnet.

Ein Klartext kann durch Verschlüsselung und mithilfe eines Schlüssels in einen Geheimtext umgewandelt werden

Durch Verschlüsselung (auch Chiffrierung) mittels eines Verschlüsselungsverfahrens und unter Verwendung eines Schlüssels wird der Klartext in einen Geheimtext (auch Schlüsseltext) umgewandelt (Bild). Umgekehrt erhält man durch Entschlüsselung (auch Dechiffrierung) aus einem Geheimtext den Klartext wieder zurück, der dann auch als Dechiffrat bezeichnet wird.
Mit dem Aufkommen der Computertechnik etwa in der Mitte des 20. Jahrhunderts wurde der Begriff Klartext über menschenlesbare Schriftstücke hinaus erweitert und umfasst nun auch Computerdaten wie Binär-, Audio- oder Bilddateien, deren Informationsinhalt unverschlüsselt oder in einem öffentlich bekannten Code vorliegt.
Die Verschlüsselung erfolgt bei einem symmetrischen Verschlüsselungsverfahren mit dem gleichen Schlüssel, mit dem der Geheimtext auch wieder zum ursprünglichen Klartext entschlüsselt werden kann. Bei einem asymmetrischen Verschlüsselungsverfahren wird der Klartext mit dem öffentlichen Schlüssel verschlüsselt und kann nur mithilfe des privaten Schlüssels wieder entschlüsselt werden.